# Foxhound (Schiff, 1935)
HMS Foxhound (H69) war einer der acht Zerstörer der F-Klasse der britischen Royal Navy. Im Zweiten Weltkrieg wurde das Schiff mit den Battle Honours „Atlantic 1939–41“, „Narvik 1940“, „Norway 1940“,  „Malta Convoys 1941“ und „Mediterranean 1941“ ausgezeichnet.
Am 8. Februar 1944 wurde der Zerstörer von der Royal Canadian Navy übernommen und in Qu’Appelle umbenannt. Der Zerstörer wurde von Londonderry als Basis gegen U-Boote im Bereich der North Western Approaches und 1944 auch zur Sicherung des Landungsraums in der Normandie und dann gegen die verbliebenen deutschen Stützpunkte an der französischen Atlantikküste eingesetzt. Von Mai bis September 1945 diente der Zerstörer noch als Truppentransporter zwischen Europa und Kanada. Am 11. Oktober 1945  wurde der Zerstörer außer Dienst gestellt. Nach kurzer Nutzung als stationäres Schulschiff wurde das Schiff im Dezember 1947 zum Abbruch verkauft. Dieser erfolgte ab 1948 in Sydney (Nova Scotia).

## Geschichte des Schiffs
Das Schiff lief am 12. Oktober 1934 als Teil einer Klasse von acht Zerstörern bei John Brown & Company in Clydebank vom Stapel. In Dienst gestellt wurde die Foxhound am 6. Juni 1935.
Sie war das sechste Schiff der Royal Navy, das diesen Namen seit 1806 erhielt. Zuvor hatte ihn der ebenfalls bei John Brown gebaute Zerstörer Foxhound der Beagle-Klasse von 1909 bis 1920 getragen, der für seinen Einsatz vor den Dardanellen im Ersten Weltkrieg ausgezeichnet wurde.

### Einsatzgeschichte
Zusammen mit ihren Schwesterschiffen bildete die Foxhound zunächst die 6., später die 8. Zerstörerflottille, die der Home Fleet zugeteilt war. Im September 1938 kollidierte der Zerstörer mit dem U-Boot Seahorse, das beschädigt wurde.
Nach dem Kriegsbeginn verblieb das Schiff bei der Home Fleet, wurde allerdings zusammen mit anderen Zerstörern wiederholt zur U-Jagd eingesetzt. Bei einer dieser Suchfahrten gelang es ihm zusammen mit Faulknor und Firedrake, am 14. September 1939 als erstes ein deutsches U-Boot im Zweiten Weltkrieg U 39 nordwestlich von Irland nach einem gescheiterten Angriff auf Ark Royal zu versenken.
Im Jahr 1940 wurde der Zerstörer dann bei der versuchten Abwehr der deutschen Landung in Norwegen (Unternehmen Weserübung) zur Deckung von Schiffen der Home Fleet eingesetzt. Dabei nahm er am Zweiten Seegefecht vor Narvik am 13. April teil, bei dem sämtliche dort noch befindlichen deutschen Zerstörer unschädlich gemacht wurden.
Zwei Monate später wies die Admiralität HMS Foxhound der neu gebildeten Force H zu, die in Gibraltar stationiert war. Erste Aufgabe des neuen Verbandes war die Neutralisierung der französischen Marine in Mers-el-Kébir (Operation Catapult).
Im folgenden Jahr war der Zerstörer immer wieder mit der Force H im Mittelmeer im Einsatz. Er diente als Eskorte für Flugzeugträger, von denen Jagdflugzeuge nach Malta geflogen wurden, und für Konvois, die meist Kriegsmaterial für die britischen Truppen in Nordafrika und Versorgungsgütern für Malta transportierten. Dabei wurde das Schiff auch als schneller Minensucher genutzt.
Mit der Force H war das Schiff auch bei der Suche nach der Bismarck beteiligt. Bei einem anschließenden Vorstoß in den Atlantischen Ozean im Zuge der Suche nach deutschen Versorgern gelang es Foxhound zusammen mit ihren Schwesterschiffen Faulknor, Forester, Foresight und Fearless, am 18. Juni 1941 das deutsche U-Boot U 138 westlich von Kap Trafalgar zu versenken. Eine Woche später musste der Blockadebrecher Alstertor bei Annäherung der Zerstörergruppe selbst versenkt werden.
In den folgenden Wochen später lief der Zerstörer wieder ins Mittelmeer als Teil der Fernsicherung für weitere Malta-Konvois. Nach einem kurzzeitigen Einsatz zum Schutz von Geleitzügen auf der Nordatlantikroute und weiteren Monaten mit der Force H wurde das Schiff der British Eastern Fleet in Trincomalee, Ceylon, zugewiesen. Bei der japanischen Attacke im Indischen Ozean war es der Deckung für den schnellen Verband zugewiesen.

Nach der Rückkehr in die heimischen Gewässer Mitte 1943 wurde HMS Foxhound wieder zur Sicherung von Atlantik-Konvois verwandt.

### In kanadischen Diensten
Im Februar 1944 wurde der Zerstörer an die Royal Canadian Navy abgegeben, die ihn in HMCS Qu’Appelle (H69) umbenannte. Am Einsatzprofil änderte sich jedoch zunächst nichts. Vom Frühjahr 1944 bis zum Kriegsende lag der Einsatzschwerpunkt dann im Ärmelkanal und in der Biskaya, wo der Zerstörer deutsche U-Boote und Vorpostenboote jagte. In den wiederholten Gefechten gelang es der Flottille, zu der er gehörte, mehrere Vorpostenboote zu versenken. Er wurde dabei allerdings auch einige Male beschädigt.
Von Mai bis September 1945 diente der Zerstörer noch als Truppentransporter zwischen Europa und Kanada. Am 11. Oktober 1945  wurde der Zerstörer außer Dienst gestellt. Nach kurzer Nutzung als stationäres Schulschiff wurde das Schiff im Dezember 1947 zum Abbruch verkauft. Dieser erfolgte ab 1948 in Sydney (Nova Scotia).